# Palm OS
Palm OS — операционная система для наладонных компьютеров и коммуникаторов, разрабатывалась компанией Palm и её преемниками по линии ОС.

## История разработки
Под управлением Palm OS работают около 39 млн устройств, произведённых начиная с 1996 года компанией Palm и другими, включая Handspring, Samsung, Lenovo, Aceeca, AlphaSmart, Fossil, Garmin, GSPDA, Kyocera, PiTech, Sony и Symbol.
Интересная особенность Palm OS — то, что ядро ОС, лицензированное у компании Kadak, многозадачное, а для пользователя ОС однозадачная, хотя и с возможностью фонового проигрывания музыки, MP3 и т. п. (проще говоря — одновременно на экране может отображаться лишь одно приложение). Более того, условия лицензионного соглашения запрещают Palm раскрывать сторонним разработчикам API для создания фоновых задач на уровне ядра.
Наиболее популярная версия — Palm OS Garnet (5.4.x), на этой версии строятся все современные КПК Palm.
Разработчики Palm OS создали систему распознавания рукописного ввода Graffiti, построенную на одноштриховой стенографии.
В течение долгого времени ожидался выход версии Palm OS 6 Cobalt, в которой разработчики собирались устранить большинство проблем, присущих предыдущей версии, в том числе планировались истинная многозадачность, переработанный графический интерфейс, поддержка экранов с высоким разрешением и т. д. Эта версия системы была готова в 2004 году и позднее даже была выпущена обновленная версия с номером 6.1, но, по неизвестной причине, ни одного серийного устройства под управлением Palm OS 6 Cobalt выпущено не было. Вместо этого PalmSource объявила о том, что следующая версия Palm OS будет графической надстройкой над ядром Linux (проект Palm OS on Linux), также обещалась бинарная поддержка приложений, написанных для предыдущих версий ОС, посредством эмулятора.
В мае 2005 года PalmSource продала права на название «Palm» компании palmOne, а сама стала частью компании ACCESS. Новая версия системы, основанная на ядре Linux, должна называться ALP (Access Linux Platform).
В декабре 2006 года компания Palm Inc. (новое «старое» название кампании palmOne) за 44 миллиона долларов приобрела у ACCESS бессрочную лицензию на исходный код Palm OS 5.4 Garnet, позволяющую ей модифицировать и использовать её в любых своих продуктах. Однако Palm отказалась от лицензирования Access Linux Platform и начала разработку собственной версии операционной системы, основанной на ядре Linux. Вместе с тем обе компании заявили, что будут прилагать все усилия по сохранению программной совместимости с продуктом ACCESS.
В конце января 2007 года компания ACCESS объявила о переименовании принадлежащей ей операционной системы Palm OS в Garnet OS, а также представила новый логотип «Access Powered», пришедший на смену логотипу «Palm Powered», использовавшемуся в большом количестве мобильных устройств.
8 января 2009 года на выставке CES в Лас-Вегасе была представлена новая версия операционной системы, основанная на ядре Linux, названная Palm webOS, а также анонсирован первый смартфон, в котором будет применена данная ОС — Palm Pre (для американского рынка).
По состоянию на январь 2005 года, в крупнейшем каталоге программ для Palm OS PalmGear размещено 28 961 приложений для этой операционной системы. Программы для Palm OS также могут быть загружены с сайтов Handango, CNET, PalmSource, Tucows. Русскоязычные пользователи могут воспользоваться российскими ресурсами HPC, PDAload.
11 февраля 2009 года на конференции инвесторов Эд Коллиган отметил, что Palm больше не будет выпускать продуктов на основе Palm OS — усилия компании будут направлены на Palm webOS.